# Glossario della Generazione Z
Questo glossario del gergo della Generazione Z (Gen Z, persone nate dal 1997 al 2012) contiene i termini più usati della generazione. Fra questi ci sono: modi di dire, abbreviazioni e acronimi, insulti, dispregiativi, aggettivi, parole dall'inglese italianizzate e altro.

## A
Avere un comportamento aggressivo o attirare attenzione negativa provocando qualcuno (soprattutto nel glossario dei videogiochi)

Stile o estetica particolare, soprattutto sui social

Andarsene, scappare

Persona dominante, sicura di sé (spesso in maniera ridicola)

Il prima possibile

Imbarazzante, fuori posto

## B
Avere opinioni forti e non curarsi del giudizio altrui

Intelligente, geniale

Termine utilizzato per indicare le persone della generazione baby boomer, degli anni 1946-1963; tuttavia viene utilizzato anche per indicare qualsiasi persona di mentalità vecchia, fuori dal mondo giovanile, con poche capacità nella tecnologia e poche conoscenze sul funzionamento dei social media

Insulto simile a "NPC", per indicare una persona che si comporta in modo meccanico e senza personalità, come se fosse un robot. Nel gergo dei videogiochi, la parola "bot" è utilizzata anche per indicare un giocatore scarso

Sinonimo ancora più colloquiale di "bro"; termine gergale utilizzato per riferirsi affettuosamente a un caro amico.

Variante di "bro", usata per indicare disappunto nei confronti di un comportamento del quale però non si vuole spiegare lo sbaglio o si vuol fare in modo che l'altro lo capisca da solo

## C
Bugia, falsità (No cap = Non è una bugia; Stop the cap = Smettila di mentire)

Espressione colloquiale simile a maschio alpha, per descrivere un uomo considerato fisicamente attraente, sicuro di sé e socialmente dominante

Controllare, verificare (da check)

Rilassarsi e prendere le cose con serenità e buon umore.

Sfondare, ottenere accesso illegalmente a qualcosa

Situazione o persona estremamente imbarazzante e fuori luogo

## D
Incitamento romano, tipo "Forza!"

Stile di vita pessimista e nichilista

Avere uno stile, outfit alla moda. Deriva dal verbo inglese "gocciolare": sostantivo o aggettivo che indica qualcosa o qualcuno di stiloso, o in generale l’atto di "sgocciolare stile".

Rilasciare, pubblicare qualcosa

## E
Persona o stile che vuole sembrare ribelle o oscuro

Qualcuno che esagera o è eccessivo in un comportamento

## F
Persona ossessionata da una celebrità o un brand molto famoso/a

Mettersi in mostra, vantarsi di qualcosa, tirarsela

Acronimo di Fear of Missing Out; paura di perdersi qualcosa

## G
Acronimo di Good Game; complimento per un buon risultato

Avere un comportamento strano, come un bug nei videogiochi

Interrompere bruscamente tutte le comunicazioni e i contatti multimediali con un partner, con qualcuno che si sta frequentando o con il quale si era soltanto entrati in corrispondenza, senza dare alcun tipo di avvertimento o spiegazione

Un miglioramento importante di sé, solitamente un miglioramento nell'aspetto, nella sicurezza e nello stile, spesso utilizzato in un contesto relativo alla pubertà. È l'opposto di glow down

Acronimo di Greatest of All Time; il migliore di tutti i tempi

## H
Persona che odia o critica pesantemente qualcosa o qualcuno, solitamente sui social media

Molto, tantissimo

Grande attesa o entusiasmo per qualcosa

## K
Donna stereotipata, spesso bianca e di mezza età, percepita come privilegiata, arrogante, insensibile, invadente o eccessivamente esigente, o comunque in generale con caratteristiche negative

## L
Perdita, fallimento, sconfitta ("Prendersi una L")

Qualcosa di fantastico o molto divertente

Storia, retroscena

Qualcosa di discreto o nascosto

## M
Persona che vuole essere al centro dell'attenzione e comportarsi come il "personaggio principale"

Mediocre, niente di che

Espressione che indica identificazione con una situazione

## N
Qualcosa di privo di senso e di logica

Principiante, inesperto

Espressione simile a "bot", per indicare una persona che si comporta in modo prevedibile e noioso

## O
"Oh mio Dio", espressione di sorpresa

## P
Acronimo di Point of View, espressione usata solitamente nei video per indicare un punto di vista

Attaccare in modo aggressivo; espressione che deriva dai videogiochi, ma viene usata anche per indicare situazioni nella vita reale

## R
Usato per confermare che qualcosa è vero

Capacità di sedurre o flirtare

Prendere in giro pesantemente qualcuno

## S
Persona che si umilia per qualcuno, soprattutto in amore

Volere che due persone stiano insieme

Sospetto (da "Suspicious")

Stile cool, sicurezza

## T
Persona disperata per attenzioni romantiche

Persona o relazione negativa e dannosa

Persona che si impegna troppo in qualcosa, a volte in modo esagerato

## W
Vittoria, successo ("Big W")

Persona che cerca di imitare qualcun altro senza riuscirci

## Y
Parlare e/o lamentarsi troppo

Acronimo di You Only Live Once, "si vive una volta sola", espressione per giustificare azioni avventate